# Lassie – Ein neues Abenteuer
Lassie – Ein neues Abenteuer ist ein deutscher Kinofilm aus dem Jahr 2023. Er erzählt eine neue Geschichte um die Collie-Hündin Lassie. Die Figur war im Jahr 1938 vom US-amerikanischen Schriftsteller Eric Knight (1897–1943) geschaffen worden. Seitdem stand sie im Mittelpunkt vieler Spielfilme und Fernsehserien. 
Die neue Verfilmung knüpft an den Film Lassie – Eine abenteuerliche Reise von 2020 an.

## Handlung
Flo ist entschlossen, sich im Verlauf dieses Jahres nicht von seiner treuen Begleiterin Lassie zu trennen. Daher sagt er einen geplanten Inselurlaub mit seinen Eltern ab und wählt stattdessen, gemeinsam mit der Hündin Lassie sowie dem Familienbutler Gerhardt nach Südtirol zu reisen.
In Südtirol verbringt Flo seine Ferien bei seiner Tante Cosima, die ihrerseits die Pflegekinder Kleo  und Henri betreut. Die rasche Freundschaft, die zwischen den drei Kindern entsteht, erstreckt sich auch auf Lassie, die in dem Jack-Russell-Terrier Pippa einen tierischen Spielgefährten findet.
Jedoch bahnen sich in den Alpen mysteriöse Ereignisse an: Eine steigende Anzahl von Hunden wird in der nahegelegenen Ortschaft vermisst. Die Kinder sowie ihre tierischen Gefährten entschließen sich dazu, der Angelegenheit auf den Grund zu gehen. Schließlich stellen Hundediebstähle zweifellos eine inakzeptable Entwicklung dar. Es wird offenbart, dass die Kriminellen es gezielt auf eine spezifische Hunderasse abgesehen haben.

## Rezeption

### Auszeichnungen
Der Film war 2023 zweifacher Preisträger beim Kinderfilmfestival Goldener Spatz als „Bester Langfilm“ und mit Nico Marischka als „Bester Hauptdarsteller“.

### Kritik
Das Lexikon des internationalen Films gibt zweieinhalb von fünf Sternen und urteilt, dass „[d]ie Krimihandlung […] zwar recht schlicht gestrickt“ sei, aber „der Film insgesamt unbeschwerte Unterhaltung für ein Familienpublikum“ biete.

## Hintergrund
Der deutsche Kinostart von Lassie – Ein neues Abenteuer fand am 27. Juli 2023 statt.